# Daniela Poggi

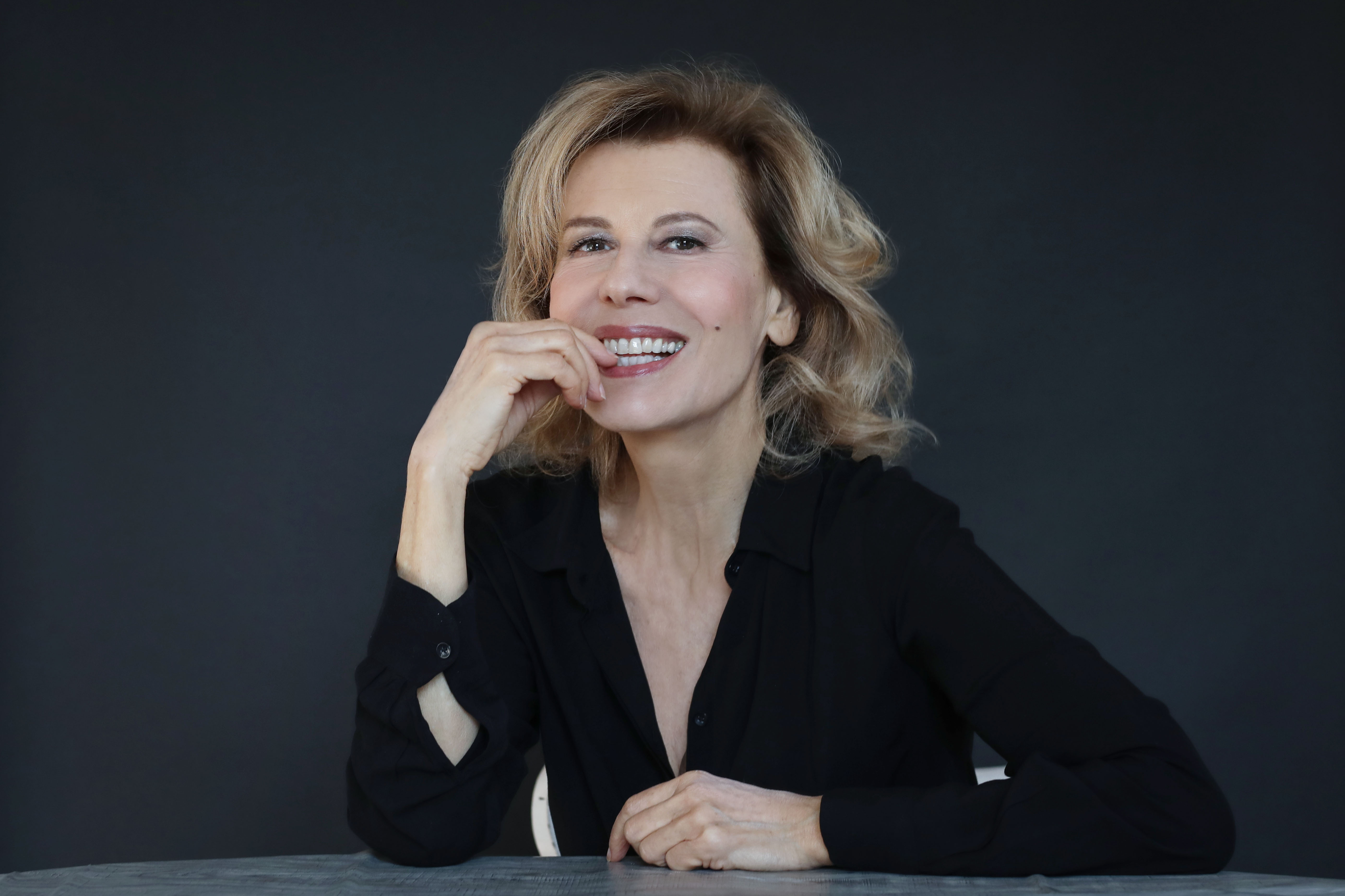
Daniela Poggi, em 2020

Daniela Poggi (Savona, Liguria, Itália, 17 de outubro de 1954) é uma atriz, atriz de teatro e apresentadora de TV italiana.

## Biografia
Participou de vários filmes e produções de teledramaturgia tendo também posado nua para revista masculina Playboy. De 2000 a 2004 também comandou o programa de TV do canal Rai 3 "Chi L'Ha Visto?" e em 2005 o programa "Una Notte Con Zeus".
No ano 2000 interpretou o papel de Santa Maria na minissérie "San Paolo", e em 2010 o papel da advogada Flavia Conti na série "Io E Mio Figlio - Nuove Storie Per Il Commissario Vivaldi".
Em maio de 2001 foi nomeada embaixatriz da Unicef e como tal participou de algumas missões a fim de ajudar as crianças de África.
Em 24 de julho de 2010 foi premiada com o "Grand Prix Corallo Città di Alghero" pelas atividades de atriz e também seu trabalho como embaixatriz da Unicef.

## Filmografia

### Cinema
- Son tornate a fiorire le rose, direção de Vittorio Sindoni (1975)
- L'ultima orgia del III Reich, direção de Cesare Canevari (1977)
- C'era una volta la legge, direção de Stelvio Massi (1979)
- Belli e brutti ridono tutti, direção de Domenico Paolella (1979)
- Tre sotto il lenzuolo, direção de Domenico Paolella e Michele Massimo Tarantini (1979)
- Quando la coppia scoppia, direção de Steno (1980)
- Prestami tua moglie, direção de Giuliano Carnimeo (1980)
- Mi faccio la barca, direção de Sergio Corbucci (1980)
- Speed Cross, direção de Stelvio Massi (1980)
- La gatta da pelare, direção de Pippo Franco (1981)
- Teste di quoio, direção de Giorgio Capitani (1981)
- L'ultimo harem, direção de Sergio Garrone (1981)
- Culo e camicia, direção de Pasquale Festa Campanile (1981)
- I camionisti, direção de Flavio Mogherini (1982)
- Il paramedico, direção de Sergio Nasca (1982)
- Il tifoso, l'arbitro e il calciatore, direção de Pier Francesco Pingitore (1983)
- Quelli del casco, direção de Luciano Salce (1987)
- Giallo alla regola, direção de Stefano Roncoroni (1988)
- Supysaua, direção de Enrico Coletti (1988)
- Dr. M, direção de Claude Chabrol (1990)
- Al calar della sera, direção de Alessandro Lucidi (1992)
- Caino e Caino, direção de Alessandro Benvenuti (1993)
- La strana storia di Olga O., direção de Antonio Bonifacio (1995)
- Viola bacia tutti, direção de Giovanni Veronesi (1998)
- La cena, direção de Ettore Scola (1998)
- Notte prima degli esami, direção de Fausto Brizzi (2006)
- Il passato è una terra straniera, direção de Daniele Vicari (2008)
- L'ultima estate, direção de Eleonora Giorgi (2009)

### Televisão
- La sberla, direção de Giancarlo Nicotra (1978-1979)
- L'occhio di Giuda, direção de Paolo Poeti (1982)
- Un caso d'incoscienza, direção de Emidio Greco (1984)
- La ragazza dell'addio, direção de Daniele D'Anza (1984)
- I ragazzi di celluloide 2, direção de Sergio Sollima (1984)
- Voglia di volare, direção de Pier Giuseppe Murgia (1984)
- Il commissario Corso, direção de Gianni Lepre e Alberto Sironi (1987)
- Sonore, direção de Biagio Proietti (1988)
- I figli del vento, direção de Enzo Doria (1989)
- Solo, direção de Sandro Bolchi (1989)
- Vita dei castelli, direção de Vittorio De Sisti (1990)
- Il commissario Corso - episódio Patto con la morte, direção de di Gianni Lepre (1991)
- Ti ho adottato per simpatia, direção de Paolo Fondato (1991)
- La ragnatela, direção de Alessandro Cane (1991)
- La primavera di Michelangelo, direção de Jerry London (1991)
- La moglie nella cornice, direção de Philippe Monnier (1991)
- La cavalière, direção de Philippe Monnier (1992)
- Morte a contratto, direção de Giorgio Lepre (1993)
- La ragnatela 2, direção de Alessandro Cane (1993)
- Amico mio - episódio Per troppo amore, direção de Paolo Poeti (1993)
- Il coraggio di Anna, direção de Giorgio Capitani (1994)
- Butterfly, direção de Tonino Cervi (1995)
- Belle Époque, direção de Gavin Millar (1995)
- Incantesimo 2, direção de Alessandro Cane e Tomaso Sherman (1998)
- Sotto il cielo dell'Africa, direção de Ruggero Deodato (1998)
- Una donna per amico, direção de Rossella Izzo (1998)
- Un prete tra noi 2 - episódio Per troppo amore, direção de Giorgio Capitani (1999)
- San Paolo, direção de Roger Young (2000)
- Vento di ponente, vários diretoes (2002)
- Incantesimo 5, direção de Alessandro Cane e Leandro Castellani (2002)
- Incantesimo 7, direção de Alessandro Cane (2004)
- Le cinque giornate di Milano, direção de Carlo Lizzani (2004)
- Incantesimo 8, direção de Ruggero Deodato e Tomaso Sherman (2005)
- Il maresciallo Rocca 5 - episódio Il mistero di Santa Brigida (2005)
- Capri, direção de Enrico Oldoini (2006)
- Nebbie e delitti 2 - episódio Vietato ai minori, direção de Riccardo Donna (2007)
- Capri 2, direção de Andrea Barzini e Giorgio Molteni (2008)
- Io e mio figlio - Nuove storie per il commissario Vivaldi, direção de Luciano Odorisio (2010)

## Teatro
- Hai mai provato nell'acqua calda?, direção de Walter Chiari (1978)
- Felici e contenti, direção de Pietro Garinei (1979)
- L'angelo azzurro, direção de Alessandro Giupponi (1983)
- Se ne cadette o' teatro, direção de Bruno Colella (1984)
- Na santarella, direção de Mario Scarpetta (1985)
- Una specie di storia d'amore, direção de Gianni Leonetti (1989)
- Conoscenza carnale, direção de Massimo Milazzo (1990)
- L'ultimo yankee, direção de John Crowther (1994)
- Trappola per un uomo solo, direção de Silvio Maestranzi (1995)
- L'albergo del libero scambio, direção de Mario Missiroli (1997)
- Il martello del diavolo, direção de Oreste Valente (1997)
- La storia degli orsi panda..., direção de Gianni Leonetti (1999)
- L'amico di tutti, direção de Piero Maccarinelli (2000)
- Due eroi romantici, direção de Emanuele Montagna (2000)
- Dovevi essere tu?, direção de Ennio Coltorti (2001)
- La sciarpa di Isadora, direção de Rosario Galli (2004)
- Medea, direção de Beppe Arena (2004)
- Perché il fuoco non muore. La vita agra di Tina Modotti, direção de Beppe Arena (2006)
- Luna pazza, direção de Gaetano Aronica (2006)
- Il divo Garry, direção de Francesco Macedonio (2007)
- Donne informate sui fatti, direção de Beppe Navello (2009)
- Partire, direção de Giancarlo Cauteruccio (2009)
- Io, madre di mia madre, direção de Daniela Poggi e Silvio Perone (2009)
- Le ultime sette parole di Cristo in croce com o Quartetto di Cremona (2010)
- Eda. Una donna del novecento, direção de Silvio Peroni (2011)
- Il signore del sorriso, direção de Silvio Peroni (2011)
- L'amore impaziente, direção de Silvio Peroni (2011)

## Discografia

### 45 RPM
- 1985 - Cielo/Break up (Polydor, 881 926-7)

### 33 RPM
- Donna speciale (Video Star, VS-000162)